# Гай Публиций Бибул
Гай Публиций Бибул (Gaius Publicius Bibulus) е политик на Римската република през края на 3 век пр.н.е.
Произлиза от плебейската фамилия Публиции. Потомък е на братята Марк Публиций Малеол (консул 232 пр.н.е.) и Луций Публиций Малеол (плебейски едил 240 пр.н.е.).
През 209 пр.н.е. той е народен трибун по времето на консулата на Квинт Фабий Максим (за 5-и път) и Квинт Фулвий Флак (за 4-ти път).
Той обвинява Марк Клавдий Марцел (проконсул на Апулия 209 пр.н.е. и напада Ханибал неуспешно при Венузия) в липса на водещи качества, който напуска войската си и отива в Рим и успява да се защити.